# Frédéric-Henri d'Orange-Nassau
Frédéric-Henri de Nassau, né le 29 janvier 1584 à Delft et mort le 14 mars 1647 à La Haye, est un capitaine et amiral général des Provinces-Unies, prince d'Orange, comte de Nassau, stathouder de Zélande, de Gueldre, d'Utrecht et d'Overrijssel de 1625 à 1647, et stathouder de Drenthe de 1640 à 1647.

## Biographie
Ce fut son frère aîné Maurice de Nassau qui assura l'éducation du jeune Frédéric-Henri d'Orange-Nassau. Sa vie de jeune adulte fut marquée principalement par son éducation rigoureuse ponctuée d'amours homosexuelles à l'intérieur de l'armée néerlandaise et ce, jusque dans la quarantaine. Son frère ne s'en formalisa pas jusqu'à ce que sa propre santé mette en péril l'héritage familial. Maurice n'étant devenu père que par sa relation extra-conjugale avec Marguerite de Malines (nl), pour assurer la pérennité de la maison d'Orange-Nassau, Frédéric-Henri fut contraint, à 41 ans, d’épouser la comtesse Amalia von Solms-Braunfels qui en avait 23.
Lors de la mort de son frère, survenue la même année, Frédéric-Henri d'Orange-Nassau fut attitré aux mêmes charges que ce dernier, stathouder dans cinq des sept provinces : en Hollande, en Zélande, en Utrecht, en Overijssel et en Gueldre. Il lui succéda également comme capitaine et amiral de l'Union.
Frédéric-Henri d'Orange-Nassau fut presque un aussi bon général que son frère aîné ; en qualité d'homme d'État et de politicien, il montra de grandes capacités de tacticien. Pendant les vingt-deux ans que Frédéric-Henri d'Orange-Nassau demeura au service des états généraux des Provinces-Unies, la puissance du stathoudérat fut à son apogée. Cette période, qui se poursuivit jusqu'au début du XVIIIe siècle, fut qualifiée par les auteurs néerlandais d’« âge d'or des Provinces-Unies » : elle fut en effet marquée par de grandes victoires militaires et navales, par une expansion maritime et commerciale internationale, et par un sommet de la culture nationale.

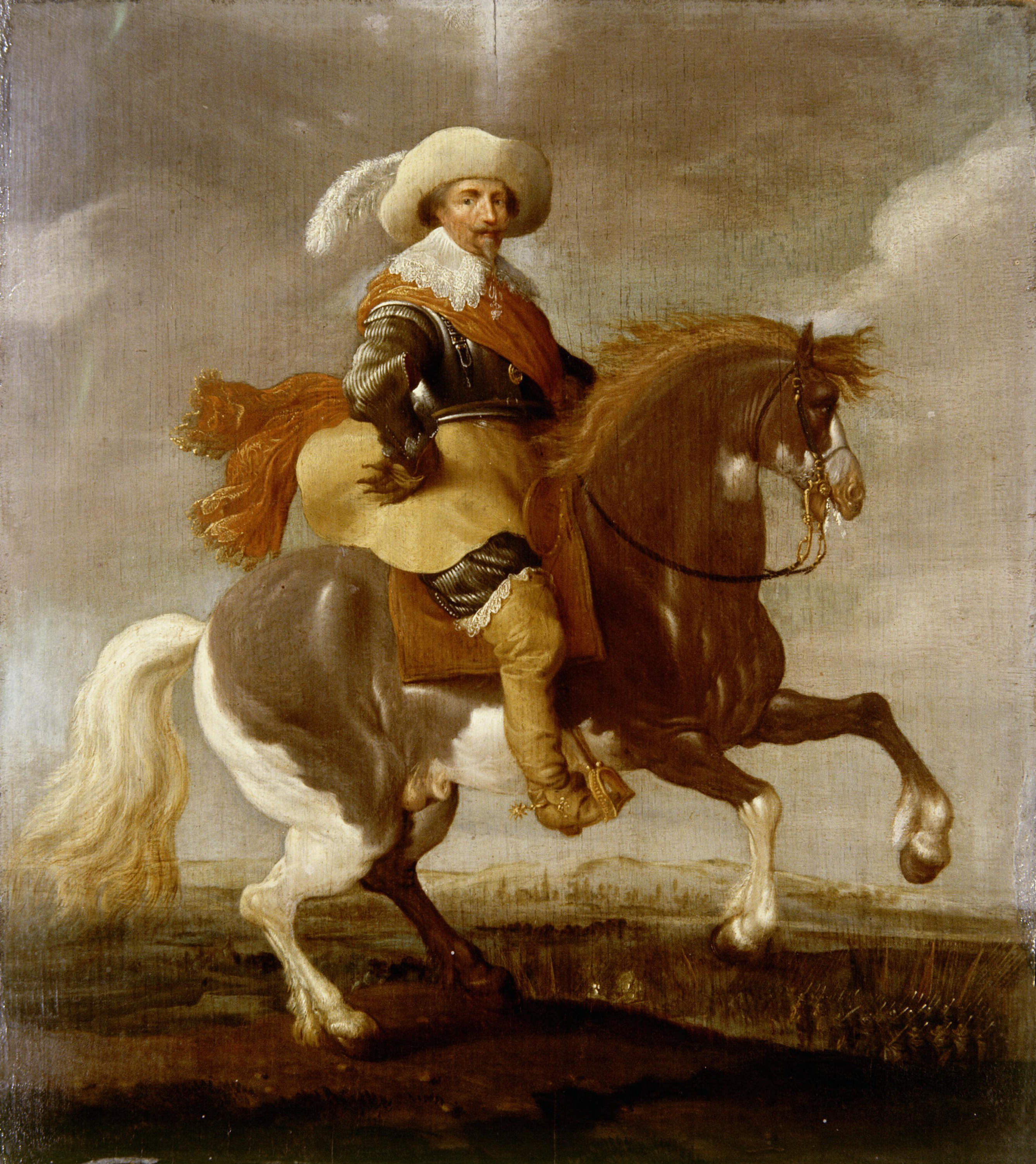
Frédéric-Henri d'Orange-Nassau à cheval, par Palamedes Palamedesz.

Les exploits militaires de Frédéric-Henri d'Orange-Nassau furent nombreux : la prise de Groenlo en 1627 et prise de Bois-le-Duc en 1629, suivie de l’échec à Dunkerque en 1631. Les prises de Maastricht (1632) et de Schenkenschanz (1636), les sièges de Bréda (1637), de Gennep (nl), de Sas-de-Gand (1640), et le siège d'Hulst (1645) comptent ultérieurement dans les victoires du stathouder.
Soucieux de doter son armée de cadres instruits, il créa le Collège d'Orange à Bréda (1646). Pendant toute la durée de son gouvernement, son alliance avec la France fut le pivot de sa politique étrangère mais, vers la fin de sa vie, il choisit de sacrifier cette alliance avec les Français pour signer une paix séparée avec l’Espagne qui reconnut l’indépendance des Provinces-Unies (1648).
Frédéric-Henri d’Orange-Nassau mourut le 14 mars 1647. Ses funérailles furent somptueuses. Il fut inhumé à Delft près de son père.
Frédéric-Henri d'Orange-Nassau appartient à la seconde branche, elle-même issue de la première branche de la maison de Nassau. Cette seconde branche de Nassau-Dillenbourg appartient à la tige ottonienne qui donna des stathouders à la Hollande, à la Flandre et aux Provinces-Unies, ainsi qu'un roi à l'Angleterre et à l'Écosse en la personne de Guillaume III d'Orange-Nassau.

## Titres
- Stadhouder de Hollande, Zélande, Utrecht, Gueldre et Overijssel
- Prince d'Orange
- Marquis de Veere et Flessingue
- Comte de Nassau-Dillenburg, Buren, Leerdam, Katzenelnbogen et Vianden
- Vicomte d'Anvers
- Baron d'Aggeris, Bréda, Cranendonck, Pays de Cuijk, Daesburg, Eindhoven, Grave, De Lek, IJsselstein, Diest, Grimbergen, Herstal, Warneton, Beilstein, Bentheim-Lingen, Moers, Arlay et Nozeroy
- Seigneur de Dasburg, Mont-Sainte-Gertrude, Hooge en Lage Zwaluwe, Klundert, Montfort, Naaldwijk, Niervaart, Polanen, Steenbergen, Sint-Maartensdijk, Willemstad, Bütgenbach, Saint-Vith et Besançon.

## Famille
Fils de Guillaume Ier d'Orange-Nassau, il est né à Delft six mois avant l'assassinat de son père. Sa mère, Louise de Coligny, était la fille du chef huguenot Gaspard II de Coligny et la quatrième femme de Guillaume Ier.
En 1625, Frédéric-Henri d'Orange-Nassau épousa Amélie de Solms-Braunfels, fille du comte Jean Albert Ier von Solms-Braunfels.
Neuf enfants sont nés de cette union :
- Guillaume II d'Orange-Nassau, prince d'Orange ;
- Louise-Henriëtte d'Orange-Nassau (1627 – 1667), épousa en 1646 l'électeur Frédéric-Guillaume Ier de Brandebourg (1620 – 1688) ;
- Henriëtte Amalia de Nassau (1628 – 1628) ;
- Élisabeth de Nassau (1630 – 1630) ;
- Isabelle-Charlotte de Nassau (1632 – 1642) ;
- Albertine-Agnès d'Orange-Nassau (1634 – 1696), épousa en 1652 le prince Guillaume-Frédéric de Nassau-Dietz (1613 – 1664) ;
- Henriette-Catherine d'Orange-Nassau (1637 – 1708), épousa en 1659 le prince Jean-Georges II d'Anhalt-Dessau (mort en 1693) ;
- Henri-Louis de Nassau (30 novembre 1639 – 29 décembre 1639) ;
- Marie de Nassau (1642 – 1688), épousa en 1666 Louis von Simmern (mort en 1674).